# Rhagophthalmus kiangsuensis
Rhagophthalmus kiangsuensis är en skalbaggsart som beskrevs av Wittmer in Wittmer och Hideaki Ohba 1994. Rhagophthalmus kiangsuensis ingår i släktet Rhagophthalmus och familjen Rhagophthalmidae. Inga underarter finns listade i Catalogue of Life.